# Chester O. Carrier
Chester Otto Carrier (* 5. Mai 1897 bei Brownsville, Edmonson County, Kentucky; † 24. September 1980 in North Seminole, Florida) war ein US-amerikanischer Politiker. Zwischen 1943 und 1945 vertrat er den Bundesstaat Kentucky im US-Repräsentantenhaus.

## Werdegang
Chester Carrier besuchte die öffentlichen Schulen im Grayson County. Danach studierte er an der West Virginia University in Morgantown. Zwischenzeitlich arbeitete er ein Jahr lang auf einer Ranch in Wyoming sowie bei der Eisenbahn in Pennsylvania. Nach einem Jurastudium an der University of Louisville und seiner 1924 erfolgten Zulassung als Rechtsanwalt begann er in Leitchfield in diesem Beruf zu praktizieren. Zwischen 1925 und 1943 war er Staatsanwalt im Grayson County.
Politisch war Carrier Mitglied der Republikanischen Partei. Nach dem Tod des Abgeordneten Edward W. Creal wurde er im vierten Wahlbezirk von Kentucky als dessen Nachfolger in das US-Repräsentantenhaus in Washington, D.C. gewählt, wo er am 30. November 1943 sein neues Mandat antrat. Da er bei den regulären Kongresswahlen des Jahres 1944 dem Demokraten Frank Chelf unterlag, konnte er bis zum 3. Januar 1945 nur die angebrochene Legislaturperiode seines Vorgängers im Kongress beenden. Diese Zeit war von den Ereignissen des Zweiten Weltkrieges geprägt.
Nach dem Ende seiner Zeit im US-Repräsentantenhaus praktizierte Carrier wieder als Anwalt in Leitchfield. Seinen Lebensabend verbrachte er im Seminole County in Florida; dort ist er am 24. September 1980 auch verstorben.